# 指差喚呼
指差喚呼（しさかんこ）とは、危険予知 (KY/KYK) 活動の一環として、信号・標識・計器などの作業対象に対し、安全確認などの目的で指で差す動作を行い、その名称と状態を声に出して確認することである。この際に状況などにより手や足も使うことがある。
業界や部門・事業所によって、指差確認喚呼（しさかくにんかんこ）、確認喚呼（かくにんかんこ）、指差呼称（しさこしょう・ゆびさしこしょう）、指差称呼（しさしょうこ・ゆびさししょうこ）、指差唱呼（しさしょうこ・ゆびさししょうこ）とも称する。一般的には「指さし確認(ゆびさしかくにん)､Confirmation」で知られる。
日本の官設鉄道によって始められた事故・災害予防対策の一つの手法である。正式な英語ではPointing and Callingというが、日本以外での採用例は少なく世界的に普及しているシステムではない。世界的には「Standard Call Out」と呼ばれる作業内容を発声する手法が軍隊、船舶、航空業界で広まっている。

## 概要

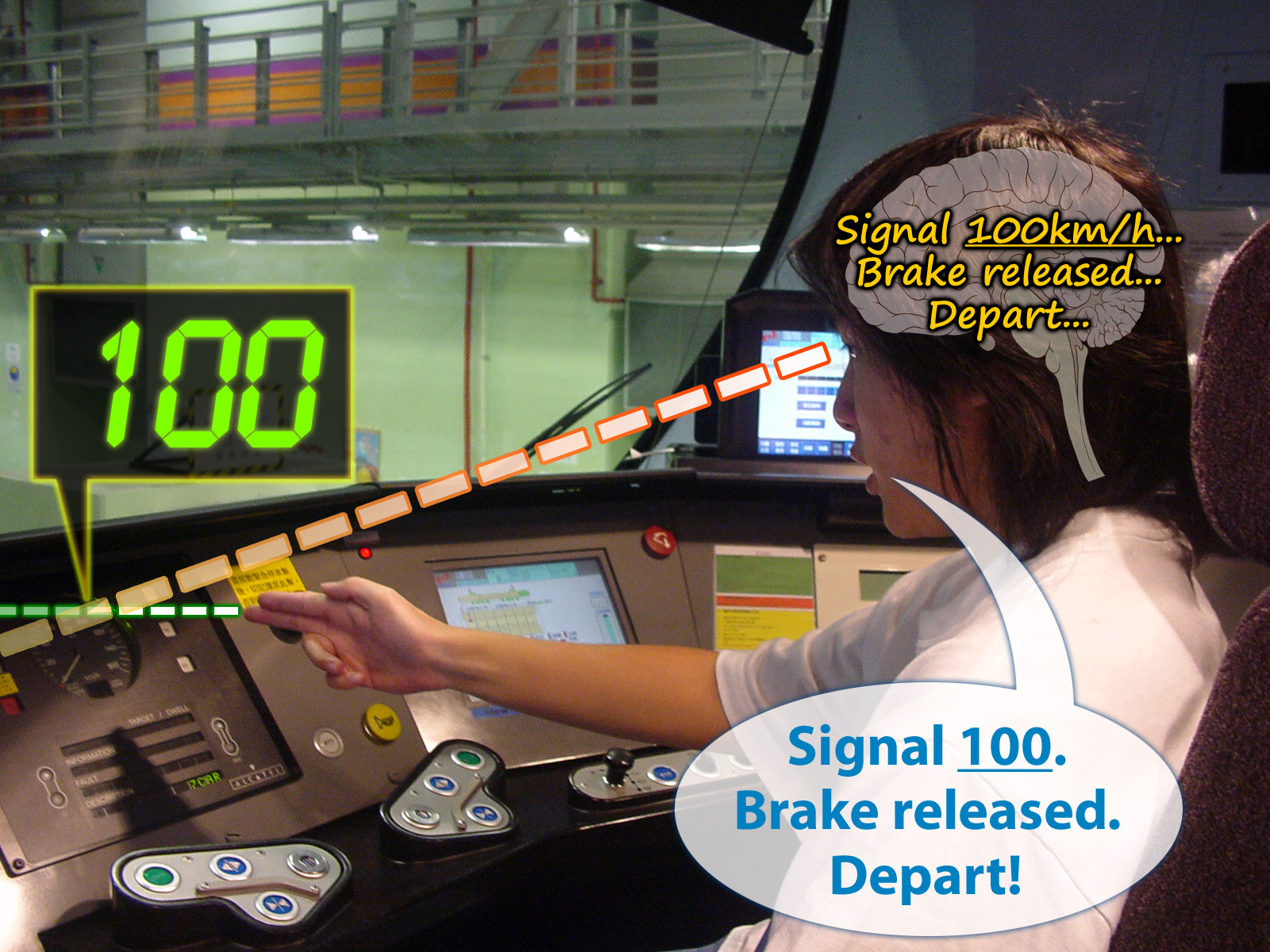
出発時に速度制限とブレーキの緩解を指差喚呼する列車の運転士（香港鉄路SP1900形電車）

指差喚呼（鉄道での読み仮名は「しさかんこ」）は、そもそも日本国有鉄道（国鉄）の運転士が行う信号確認の動作に始まった安全動作である。
1. 目で見て
2. 腕を伸ばし指で指して
3. 口を開き声に出して「○○○、ヨシ!」
4. 耳で自分の声を聞く

という一連の確認動作を注意を払うべき対象に対して行うことにより、ミスや労働災害の発生確率を格段に下げることができることが証明されている。

### 喚呼応答の発端

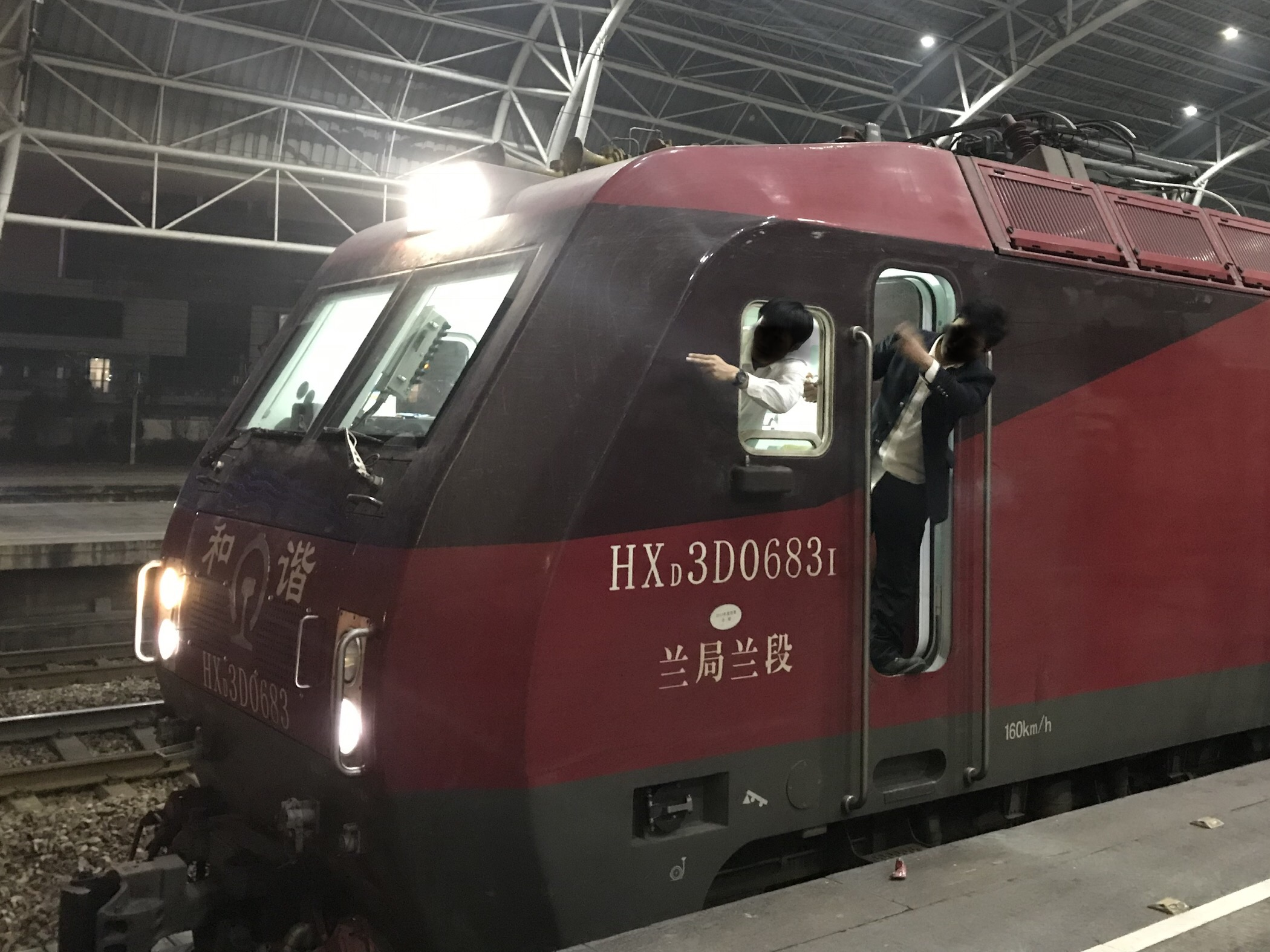
信号機を指差喚呼する列車の運転士（中国鉄路蘭州局集団公司）

一人の作業員が行った指差喚呼に続いて、協働する作業員がそれを復唱することを喚呼応答（かんこおうとう）といい、指差呼称の効果を高めるものとされている。歴史的には、蒸気機関車乗務員の信号確認行為で、機関手と機関助手（＝缶焚き）のする喚呼応答が、指差喚呼より先にできたものである。この場合に機関助手は、機関手の言うことをそのまま復唱するのではなく、自分でもその内容を確認した上で復唱しなければ意味がない。
喚呼応答の起源については、参考文献にある『機関車と共に』に出ており、明治末年に神戸鉄道管理局でルール化されたものである。明治末年、目が悪くなった機関手の堀八十吉が、機関助手に何度も信号の確認をしていたのを、同乗した同局の機関車課の幹部が、堀機関手が目が悪いことに気がつかずに、素晴らしいことであるとしてルール化したもので、『機関車乗務員教範』（神戸鉄道管理局 大正2年7月発行）に「喚呼応答」として登場する。
戦前は日本の統治下にあり、その鉄道システムを学んだ韓国や台湾においても喚呼応答は実施されており、日本の鉄道が生んだ安全確認システムは海外にも導入されている。指差喚呼については、炭坑など危険と隣り合わせの職場から広まり、現代に受け継がれている。

### 事故の低減
フェーズ理論では、対象を指で差し大声で確認する行動によって、意識レベルをフェーズIIIに切り替え、集中力を高める効果を狙った行為としている。
日本の旧国鉄の調査によると、指差喚呼による確認を実施すると、指差喚呼による確認を実施しない場合に比べて事故の確率を6分の1に低減できる。
現在は、鉄道総合技術研究所が研究と啓発を引き継いでいる。
指差喚呼による確認は、ただ見て頭の中で確認するだけの場合に比べて誤り率が少ない。このため中央労働災害防止協会（中災防）では指差喚呼を有効な安全衛生対策として推奨し、現在では鉄道以外にも、航空会社、建設業、製造業、電力会社、バス事業などで広く行われている。

## 指差喚呼の例

### 鉄道の場合
列車の運転士や車掌などが「出発進行!」と喚呼して指差す場合、停車場の前方にある出発信号機が進行信号を現示していること指差呼称で確認している。

#### 運転士の場合
基本的に、その対象物（信号・標識等）を人差し指で喚呼する。
（例） 10番線の第2場内信号機が停止現示の場合
「10番、第2場内停止!」

#### 車掌の場合
- 駅到着から駅発車までの動作例（JR東日本）

1. 列車停車時にプラットホームに標記された停止位置を目視確認し、問題が無い場合は車掌スイッチを扱いドア開。「○両停止位置よし!」など

- 駅到着から駅発車までの動作例（JR東海）
列車の完全停止後に「○両停止位置、オーライ！」→車掌スイッチを扱い、ドア開。全ドアが開扉したことと全車両の車側灯が点灯したことを確認し「点灯、オーライ！」など

##### 私鉄の例
- 駅到着から駅発車までの動作例（東急）
開扉前、ドアカット駅である場合は非扱機器が動作しているのを確認し「点灯よし」→ 機器が正しい非扱駅を示していることを確認し「○○（駅略名）よし」など

#### 線路横断の基本動作
右ヨシ!、左ヨシ!、前ヨシ!（会社によっては「足元ヨシ!」「下ヨシ!」など）

### 自動車関係の場合

#### バス運転士の場合
- JRバス関東の例

発車時すべてにおいて「左ヨシ、アンダーヨシ、右ヨシ、車内ヨシ」など
- 神奈川中央交通グループの例

基本形として「車内ヨシ、左ヨシ、下ヨシ、右ヨシ、前方ヨシ、後方ヨシ、発車しますおつかまりください（ご注意くださいの場合もある）」及び停留所通過時の「バス停ヨシ」など
- しずてつジャストラインの例

社内規定として、停留所発車時及び信号待ち後発車時に「左前よし、右よし、車内よし、発車します」

### 製造業の場合
特にプレス機械作業の場合、挟まれ災害を防止する観点から指差喚呼を行うことを推奨されている。
- 日常点検・始業前点検の場合

「モーター停止よし!」 「一工程一停止よし!」 「安全装置動作よし!」などと動作を確認しながら人差し指で差して指差喚呼する。
- 金型の取付・取り外し・調整作業の場合

「金型の締め付けよし!」 「芯出しよし!」などと金型の取付状態を確認しながら人差し指で差して指差喚呼する。
- バルブの操作・調整作業の場合

「バルブ開よし!」 「バルブ閉よし!」などとバルブの開閉状態を確認しながら人差し指で差して指差喚呼する。

### 船舶
船舶においては、解釈違い、聴き逃しを防ぐため、視認した情報やこれから行う操作を読み上げる「Standard Call Out」という喚呼応答のような手法が主流となっている。
船舶の操船においては、「操舵号令」と呼ばれる世界的に統一された指示法に従って復唱する。操舵手は船長や航海士が下した命令を復唱してから操作し、指示された操作を終了後に再度復唱する。
日本ではさらに計器類への指差喚呼を行うこともある。

### 航空業界の場合
航空業界では船舶の影響が強く、「Standard Call Out」が主流となっている。またメーデーなどの非常時以外、必ず復唱（リードバック）と復唱確認（ヒアバック）を行う。
操縦においては、1人乗りであっても行動する前に移行する進路や高度を読み上げる。2人乗りの場合は片方が内容を読み上げ、もう片方が「Rodger」と発声してから復唱（リードバック）するか内容を確認（了承）したことを知らせるため「Check」と発言する。操縦を交代する場合も操縦権を持つ者を明確にするため、渡す側が「You have control」、受ける側が「I have control」と発言するなど、復唱と確認の手法が明確化されている。
Standard Call Outの手順は航空会社ごとに詳細なマニュアルが存在しており、初めてペアを組む操縦士でも円滑に業務が可能となっている。一方で、手順を省略したりリードバック・ヒアバックが不適切だったなどのミスにより事故が発生した例もある。
日本の航空会社でもコックピットはStandard Call Outであるが、地上の業務などでは日本式の指差喚呼を取り入れている。

### 医療の場合
患者の体表またはタグへの記名と、薬剤・用具等への記名の一致を両者とも複数名で指差喚呼することで、誤認・誤用・患者取り違えを防ぐ取り組みが大規模医療機関を中心に導入されつつある。
さらに航空業界のリードバック・ヒアバックを取り入れる医療機関もある。

## 日本以外での指差喚呼の採用
日本以外では、前述の日本統治時代に日本の鉄道システムを導入した韓国や台湾のほか、中国や香港などの中華圏の鉄道会社・バス会社、1996年にニューヨーク地下鉄が、2019年にはブラジル・リオデジャネイロのSuperViaが採用している。しかし指差喚呼を取り入れている企業はむしろ例外的であり、指差喚呼が世界的に普及しているわけではない。
海外は船舶や航空など一部の業界では「Standard Call Out」やリードバック・ヒアバックが広まっているが、人間はミスを犯すという前提でシステムを設計するフェイルセーフの思想が主流であるため、人間に責任を求める指差呼称は広まっていない。この考えで開発されたデッドマン装置は日本の鉄道にも利用されている。